# Vincent Inigo
Vincent Inigo (10 de fevereiro de 1983) é um jogador de rugby sevens francês.

## Carreira
Vincent Inigo integrou o elenco da Seleção Francesa de Rugbi de Sevens, na Rio 2016, que foi 7º colocada.